# Bryan Saunders
Bryan Carlous Saunders (* 9. Juli 1952 in Port of Spain, Trinidad und Tobago; † 27. April 2022 in Markham, Ontario) war ein kanadischer Sprinter, der sich auf den 400-Meter-Lauf spezialisiert hatte.

## Biografie
Bryan Saunders wurde in Port of Spain, der Hauptstadt von Trinidad und Tobago geboren und wuchs in der kanadischen Stadt Toronto auf.
1975 nahm er an den Panamerikanischen Spielen in Mexiko-Stadt sowie an der Universiade in Rom teil. In Mexiko wurde er Sechster über 400 Meter und gewann mit der 4-mal-400-Meter-Staffel die Bronzemedaille. In Rom sicherte er sich ebenfalls Bronze über 400 m und gewann mit der kanadischen 4-mal-100-Meter-Staffel Silber.
Bei den Olympischen Sommerspielen 1976 in Montreal erreichte er im Wettkampf über 400 m das Viertelfinale. Im Finale der 4-mal-400-Meter-Staffel kam er mit Ian Seale, Don Domansky und Leighton Hope auf den vierten Platz, wobei das kanadische Quartett mit 3:02,64 min den aktuellen Landesrekord aufstellte.
Beim Leichtathletik-Weltcup 1977 in Düsseldorf kam Saunders mit der amerikanischen 4-mal-400-Meter-Stafette auf den dritten Platz. 1978 wurde er bei den Commonwealth Games in Edmonton Achter über 400 m und kam mit der kanadischen 4-mal-400-Meter-Stafette auf den vierten Platz, und 1979 wurde er bei den Panamerikanischen Spielen in San Juan Fünfter über 400 m.
Bei den Weltmeisterschaften 1983 in Helsinki erreichte Saunders mit der kanadischen Stafette ins Halbfinale. Ein Jahr später schied er bei seiner zweiten Olympiateilnahme in Los Angeles über 400 m im Vorlauf aus und kam in der 4-mal-400-Meter-Staffel auf den achten Platz.
Saunders wurde viermal kanadischer Meister (1975, 1987, 1979, 1983). Am 12. August 1977 stellte er in Guadalajara mit 45,68 Sekunden einen kanadischen Rekord auf, der 1986 von Atlee Mahorn gebrochen wurde.
Zwischenzeitlich war Bryan Saunders mit der britischen Sprinterin Andrea Lynch verheiratet, die Ehe wurde jedoch geschieden. Später heiratete Bryan Saunders seine Frau Metta, mit der er bis zu seinem Tod am 27. April 2022 im Alter von 69 Jahren verheiratet war. Zudem war er Vater von sechs Kindern.